# Salvatore Cardillo
Salvatore Cardillo (né le 20 février 1874 à Naples, en Campanie - mort le 5 février 1947 à New York) est un auteur-compositeur italien qui a mis en musique la célèbre chanson napolitaine Core 'ngrato (appelée parfois « Catari ») écrite en 1911 pour Enrico Caruso. La chanson a été par la suite enregistrée par de nombreux ténors tels Tito Schipa, Benjamino Gigli, Giuseppe Di Stefano, Corelli, Carlo Bergonzi, Domingo, Alfredo Krauss, José Carreras, Roberto Alagna, ou Pavarotti.
Cette chanson a été reprise en français par André Dassary ainsi que par Tony Poncet, et en napolitain par Tino Rossi ce qui, à l'époque, relevait de l'audace car on ne chantait pas, en France, autrement qu'en Français. Luis Mariano agrafera aussi cette chanson à l'occasion de son catalogue napolitain.  
Quelques barytons bien inspirés s'offrirent aussi cette savoureuse mélopée qu'on aurait tort de croire propriété exclusive des ténors.
Universellement aimée, on ne s'attendait pourtant pas à en entendre un extrait dans le film de Bruce Lee : la Fureur du dragon  (the Way of the dragon), 1972.